# 上海华商纱布交易所

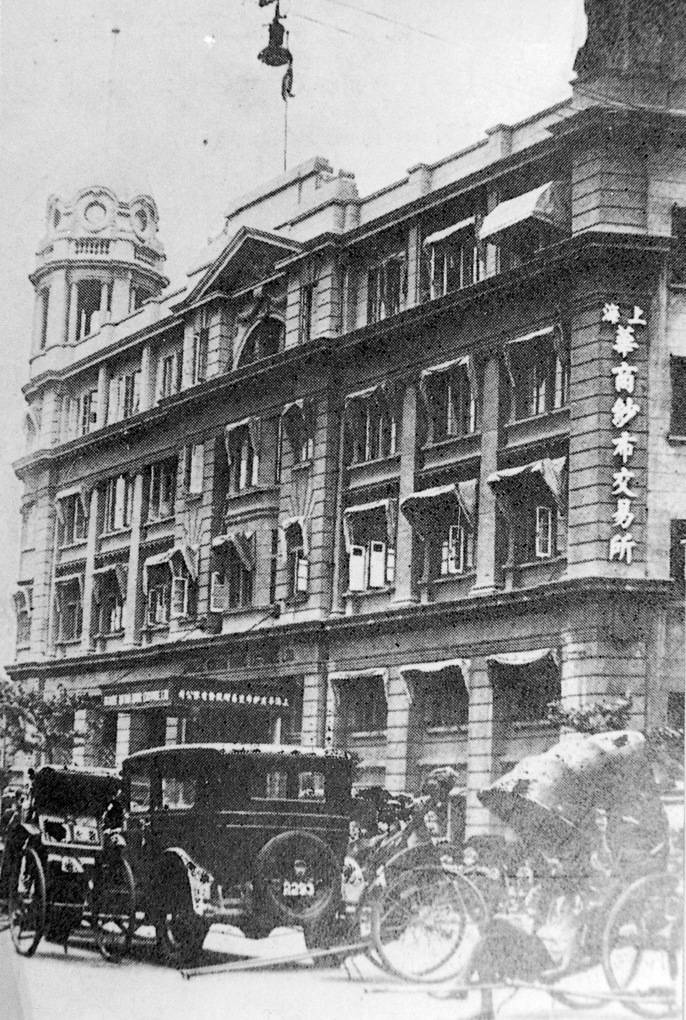
交易所大楼旧景

上海华商纱布交易所全称上海华商纱布交易所股份有限公司，是成立于1921年7月的以棉花、棉纱为主要交易对象的现货、期货交易所。交易所成立之初，注册资本为银圆300万元，并租用位于爱多亚路（今延安东路）9号大楼，后迁入今延安东路260号的大楼。至1937年8月，淞沪会战开始后，交易所停牌歇业。1958年，上海自然博物馆正式迁入交易所大楼。2014年，自然博物馆新馆建成，博物馆从交易所内迁出。

## 历史
华商纱布交易所成立的重要原因是，1919年8月在华日商成立的日商取引所，在浦东建造栈房用以囤积棉花、纱布等，并宣布从当年9月1日起兼营棉花原材料及纺织品的交易。此举是当时日资试图利用经济手段控制上海乃至中国的棉纱交易。为了抵制日商控制市场、同时规范华商日常交易行为，当时沪上经营棉纱生产、交易的主要华商如荣宗敬、刘柏寿、穆藕初、闻兰亭等人出资自筹华商交易所。
1921年4月11日，在筹集到总资本300万银元以后，上海华商纱布交易所向租界当局注册成立。交易所成立后主要以棉花、棉纱和棉布三类作为交易品种，并可实行期货和现货的交易。至1927年，交易所的棉纱品种已经推出了3至6个月的期货买卖，当时称作“卖栈单”。当时棉纱以华商申新厂生产的“人钟”牌16支纱为交易标准品，棉布用13磅的飞艇牌和11磅的三虎牌为标准品，每日的交易行情均刊登在上海各大报纸。
由于华商纱布交易所的出资人背景雄厚，又有张啸林等人出任监事，交易所成功的躲过了开业之初就遇上的“信交风潮”。但1937年，淞沪战争来临后，由于多方影响，最终停止全部交易。1945年，抗战胜利，随着原各类市场逐步复市，华商纱布交易所一度复业呼声高涨，甚至出现有人公开出高价购买交易所经纪人执照，但最终华商纱布交易所还是未能恢复营业。其棉布交易由复业以后的棉布交易市场取代。

## 交易所大楼

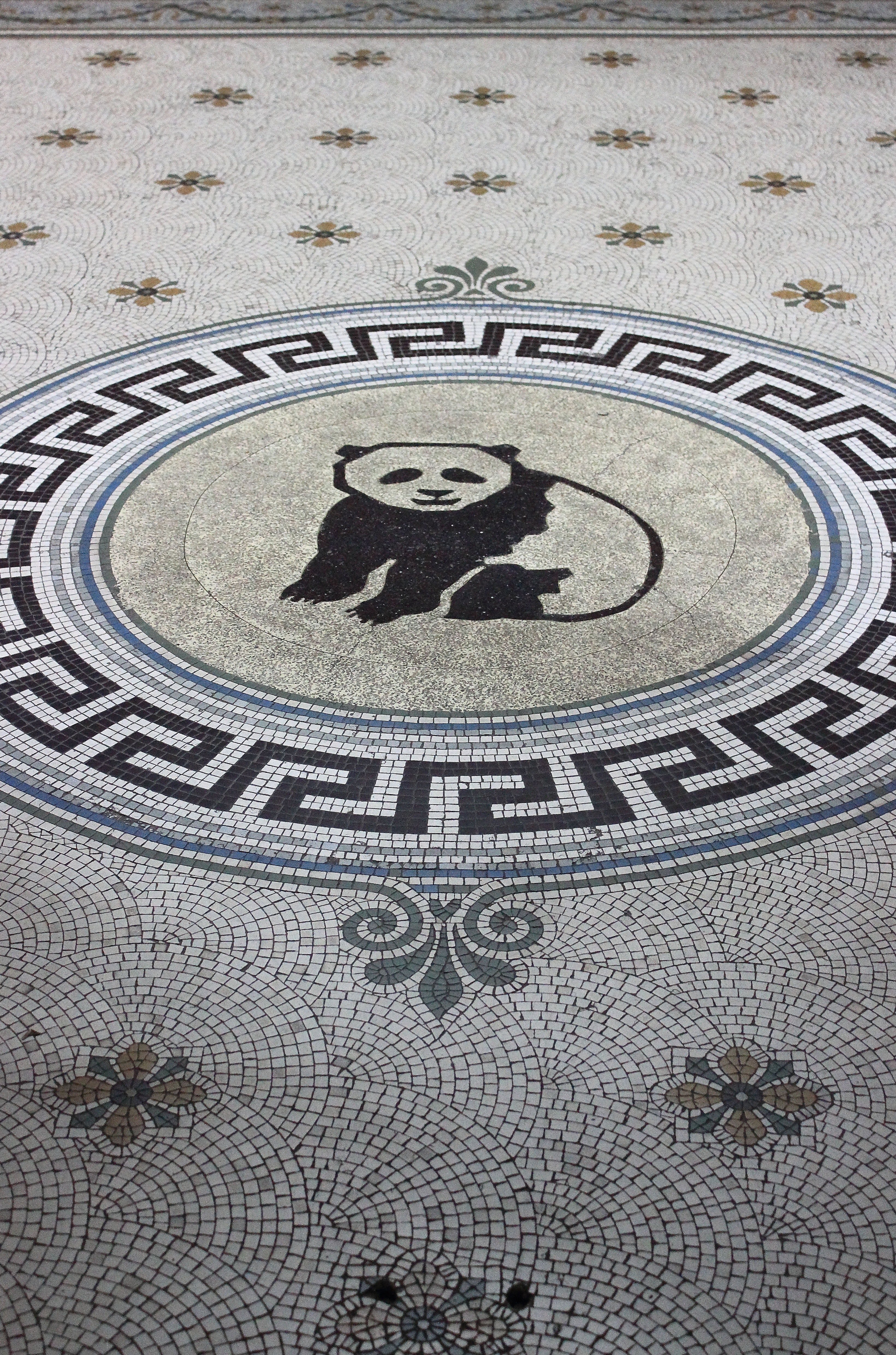
1950年代转作上海自然博物馆以后添加的熊猫元素

位于延安东路260号的华商纱布交易所大楼，曾为上海自然博物馆。整幢大楼建于1923年，由当时通和洋行设计，整体风格采用英国新古典主义，结构为钢筋混凝土。外观上，主入口向前突出，顶部有山花装饰，爱奥尼柱位于入口两端。大楼西南角有穹顶塔楼一座。
大楼入口的楼梯直接进入一层交易所大厅，大厅挑高约30米，中间采用玻璃顶棚进行自然采光。全部楼层的地面使用青色小花为图案的水磨石地坪。位于大厅门前的水磨石地坪部分，在1956年，因大楼改作上海自然博物馆而添加了熊猫图案，以符合自然的主题。目前大楼所有的木门、窗户、吊顶等均为1923年初建时的原物。

## 图集

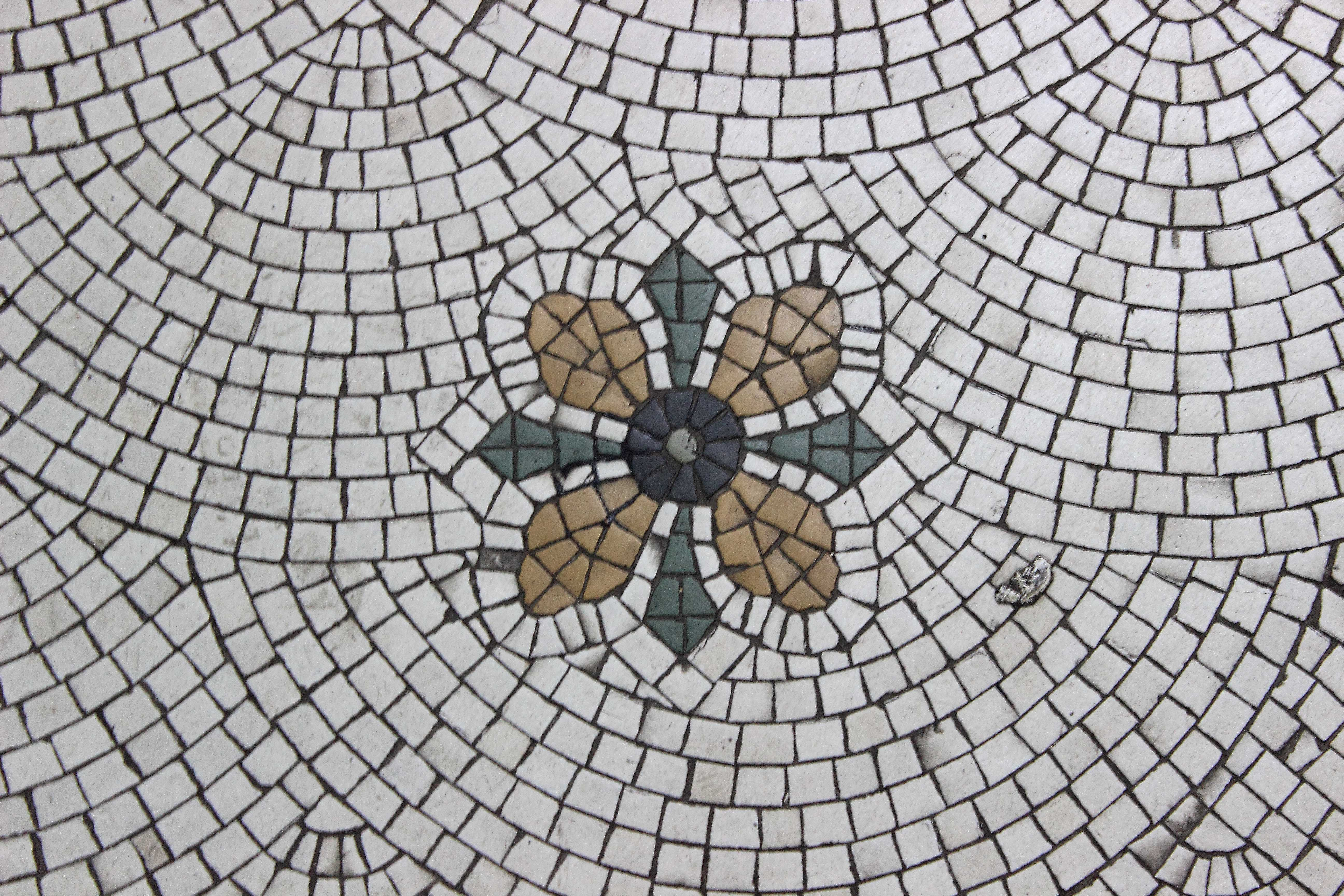
上海华商纱布交易所大楼内的青花地坪
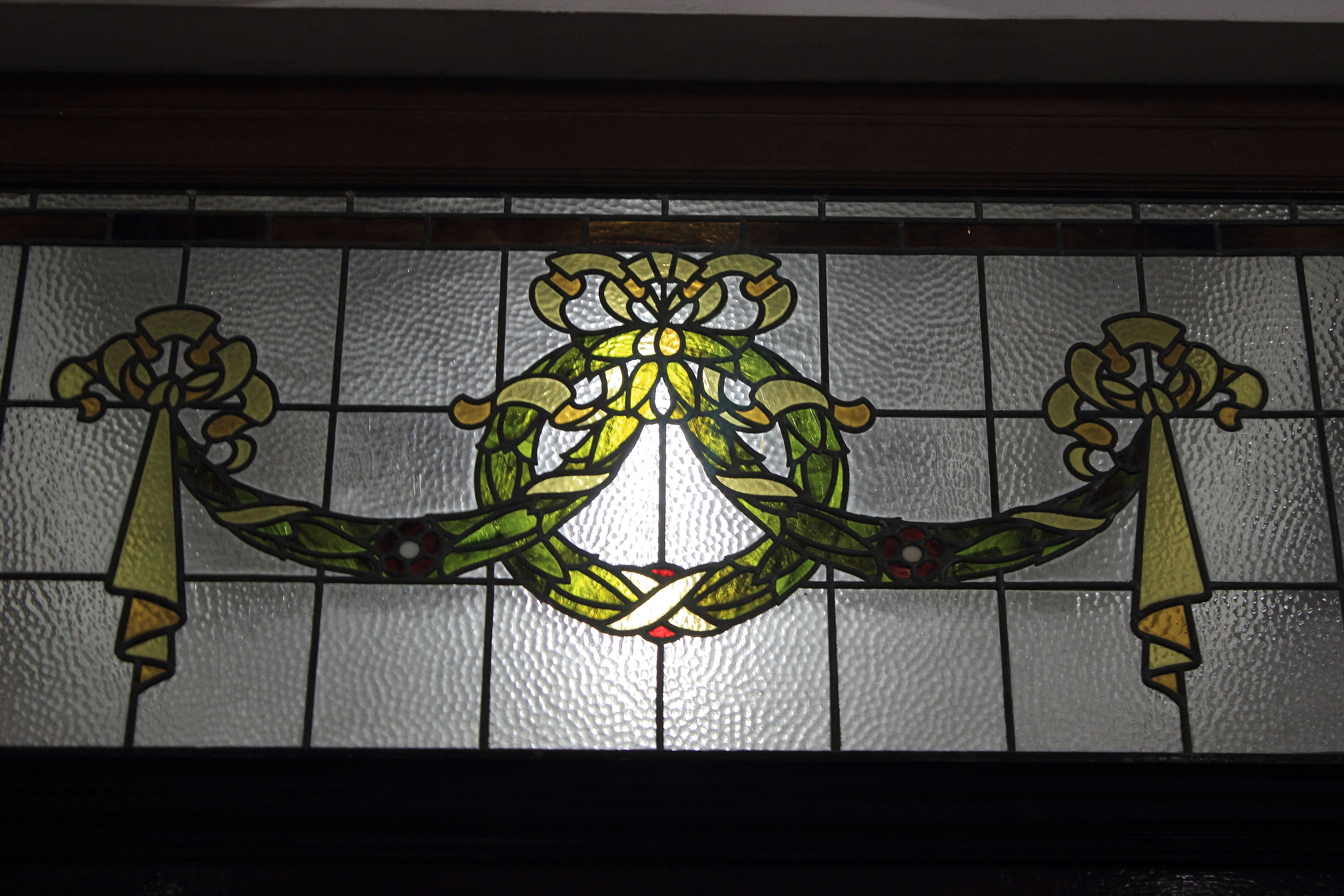
华商纱布交易所大楼侧门的玻璃装饰花纹
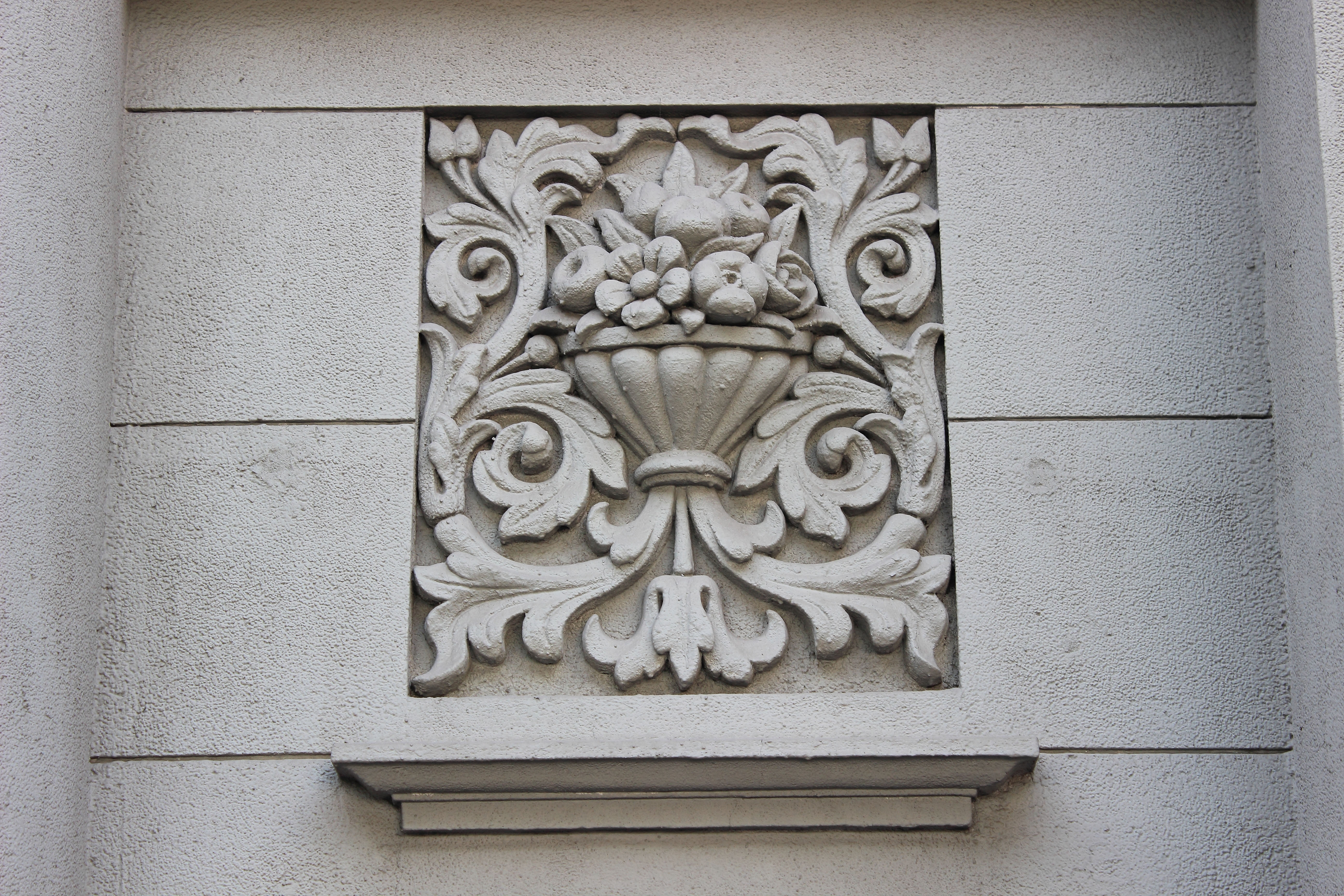
华商纱布交易所大楼外侧雕花装饰